# Bom Repouso
Bom Repouso är en kommun i Brasilien.   Den ligger i delstaten Minas Gerais, i den sydöstra delen av landet, 800 km söder om huvudstaden Brasília. Antalet invånare är 10 457.
Omgivningarna runt Bom Repouso är huvudsakligen savann. Runt Bom Repouso är det ganska glesbefolkat, med 48 invånare per kvadratkilometer.